# Бартоломью, Саммер
Робин Саммер Бартоломью (англ. Robin Summer Bartholomew; род. 20 ноября 1951 года;) — американская актриса

 и фотомодель; победительница конкурса красоты Мисс США 1975.

## Биография
Саммер Бартоломью родилась 20 ноября 1951 года в американском городке Мерсед в штате Калифорния.
В первом конкурсе красоты Бартоломью приняла участие в 1973 году, когда завоевала титул «Miss Heineken». Затем, получила титул «Мисс Калифорния» в 1975 году и представляла штат на национальном конкурсе красоты «Мисс США», где также стала победительницей. 
Участвовала в международном конкурсе красоты «Мисс Вселенная 1975», проходивший в Сальвадоре и стала Второй Вице Мисс. Была судьёй на «Мисс США» с 1977 по 1982 год.
Саммер Бартоломью известна своей карьерой на игровых шоу. В конце 1984 года стала хостес на телеигре — Sale of the Century, после краткого периода работы в качестве хостесс на программе «Wheel of Fortune» в 1982 году. Появилась в фильме «Love Is Forever», с Майклом Лэндоном и Присциллой Пресли.